# Paris (Illinois)
Paris é uma cidade localizada no estado americano de Illinois, no Condado de Edgar.

## Demografia
Segundo o censo americano de 2000, a sua população era de 9077 habitantes.
Em 2006, foi estimada uma população de 8857, um decréscimo de 220 (-2.4%).

## Geografia
De acordo com o United States Census Bureau tem uma área de
13,5 km², dos quais 12,5 km² cobertos por terra e 1,0 km² cobertos por água.

## Localidades na vizinhança
O diagrama seguinte representa as localidades num raio de 24 km ao redor de Paris.